# Gongmiaozi
Gongmiaozi (kinesiska: 公庙子, 公庙子乡) är en socken i Kina. Den ligger i den autonoma regionen Inre Mongoliet, i den norra delen av landet, omkring 230 kilometer väster om regionhuvudstaden Hohhot.
Genomsnittlig årsnederbörd är 447 millimeter. Den regnigaste månaden är juli, med i genomsnitt 127 mm nederbörd, och den torraste är januari, med 2 mm nederbörd.